# Epichlorops ectyphus
Epichlorops ectyphus är en tvåvingeart som beskrevs av Wheeler 1994. Epichlorops ectyphus ingår i släktet Epichlorops och familjen fritflugor.
Artens utbredningsområde är Manitoba. Inga underarter finns listade i Catalogue of Life.